# Batalla de White Oak Swamp

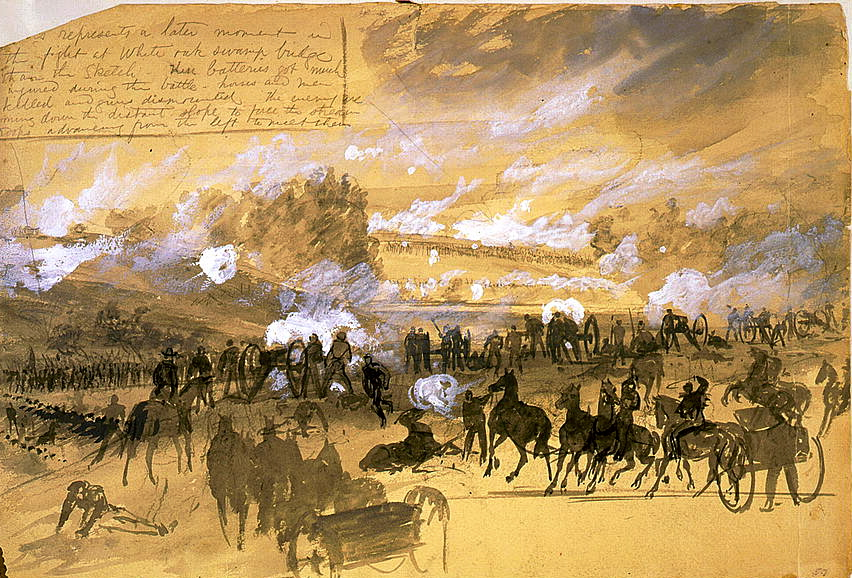
Batalla de White Oak Swamp

La batalla de White Oak Swamp tuvo lugar el 30 de junio de 1862, en el Condado de Henrico, Virginia, como parte de las Batallas de los Siete Días (Campaña de la Península) de la guerra civil estadounidense. Mientras el Ejército de la Unión del Potomac se retiraba hacia el sureste hacia el río James, su retaguardia bajo el mando del General de División William B. Franklin detuvo las divisiones del General de División Thomas J. "Stonewall" Jackson en el cruce del Puente de White Oak, lo que resultó en un duelo de artillería, mientras que la principal Batalla de Glendale se desató dos millas (3,2 km) más al sur alrededor de Frayser's Farm. White Oak Swamp se considera generalmente como parte del compromiso más amplio de Glendale. Debido a esta resistencia del VI Cuerpo del General de Brigada William B. Franklin, Jackson no pudo unirse al asalto consolidado al Ejército de la Unión en Glendale que había sido ordenado por el General Robert E. Lee, lo que produjo un resultado inconcluso, pero en el que el Ejército de la Unión evitó la destrucción y fue capaz de asumir una fuerte posición defensiva en Malvern Hill.

## Antecedentes

### Situación militar
Artículos principales: Batallas de Siete Días y Campaña de la Península
Más información: Teatro Oriental de la Guerra Civil Estadounidense y Guerra Civil Estadounidense

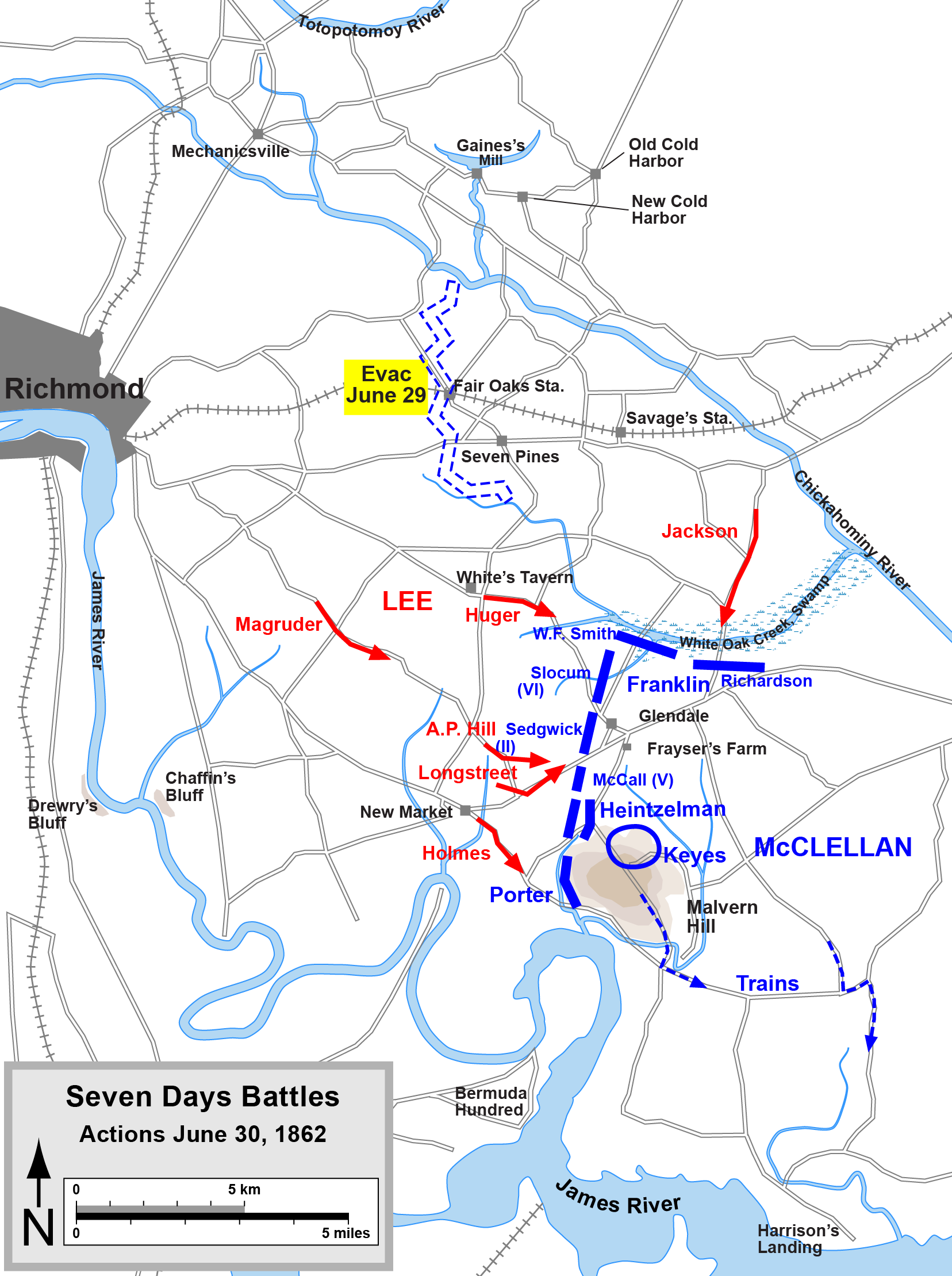
Batallas de los Siete Días, 30 de junio de 1862

Las Batallas de los Siete Días comenzaron con un ataque de la Unión en la batalla menor de Oak Grove el 25 de junio de 1862, pero McClellan perdió rápidamente la iniciativa cuando Lee comenzó una serie de ataques en Beaver Dam Creek el 26 de junio, Gaines's Mill el 27 de junio, las acciones menores en Garnett's y Golding's Farm el 27 y 28 de junio, y el ataque a la retaguardia de la Unión en Savage's Station el 29 de junio. El Ejército del Potomac de McClellan continuó su retirada hacia la seguridad de Harrison's Landing en el río James.
La mayoría de los elementos del ejército de McClellan habían podido cruzar White Oak Swamp Creek al mediodía del 30 de junio. Alrededor de un tercio del ejército había llegado al río James, pero el resto seguía marchando entre White Oak Swamp y Glendal.
Lee ordenó a su Ejército del Norte de Virginia que interceptara a las fuerzas de la Unión en retirada, que se encontraban bloqueadas en la inadecuada red de carreteras. Stonewall Jackson recibió la orden de presionar a la retaguardia de la Unión en el cruce del pantano de White Oak, mientras que la mayor parte del ejército de Lee, unos 45.000 hombres, atacaría al Ejército del Potomac a mitad de su retiro en Glendale, a unas 2 millas (3,2 km) al suroeste, dividiéndolo en dos.
Stonewall Jackson había adquirido fama por su brillante campaña en el valle de Shenandoah, pero hasta ahora no había tenido un buen desempeño bajo el mando de Lee en los Siete Días. Tal vez demasiado fatigado por su campaña y el viaje desde el valle, llegó tarde a Mechanicsville (Beaver Dam Creek) e inexplicablemente ordenó a sus hombres que acamparan para pasar la noche en un campamento a poca distancia de la batalla. Llegó tarde y desorientado a Gaines's Mill. La próxima acción en apoyo al asalto de Lee en Glendale le ofrecería otra oportunidad. Jackson y Lee se reunieron en privado la mañana del 30 de junio en la estación de Savage y las órdenes exactas de Lee no fueron registradas, pero aparentemente eran para que Jackson marchara a White Oak Swamp y se enfrentara a las fuerzas de la Unión allí para evitar que reforzaran el resto de la retaguardia en Glendale.
La última unidad de la Unión que viajó hacia el sur a través de White Oak Swamp, y por lo tanto el objetivo de Jackson, fue el VI Cuerpo bajo el mando del General de Brigada William B. Franklin, compuesto por las divisiones de los Generales de Brigada. William F. "Baldy" Smith e Israel B. Richardson.

## La batalla

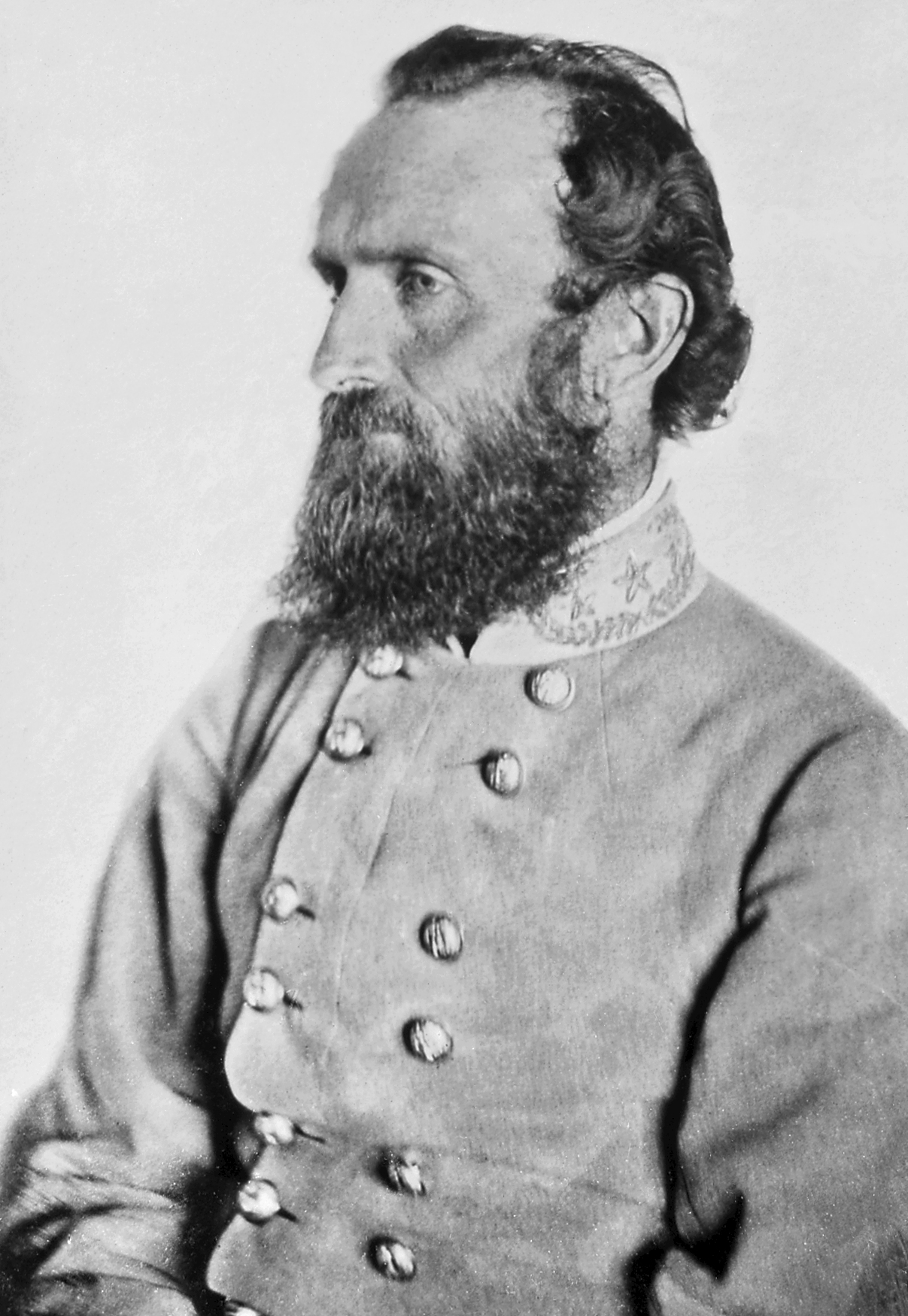
General Stonewall Jackson

Los hombres de Jackson marcharon hacia el Sur, lentamente por la carretera White Oak Road, con su jefe de artillería, el coronel Stapleton Crutchfield, a la cabeza de la columna,  acompañados por miles de prisioneros de la Unión heridos y muchas de las tiendas que obtuvieron en la estación de Savage. Descubrieron que el único puente sobre el pantano había sido quemado dos horas antes. Jackson llegó al mediodía y aprobó el emplazamiento del cañón de Crutchfield que fue diseñado para disparar diagonalmente desde una cresta a través del pantano contra las baterías de la Unión y las posiciones de infantería que vieron a unas 300 yardas (270 m) de distancia. A las 14 horas del 30 de junio, siete baterías confederadas de 31 cañones abrieron fuego, cogiendo a las tropas de la Unión por sorpresa y desmantelando varios de sus cañones.
Después de ordenar a sus ingenieros que comenzaran a reconstruir el puente, Jackson ordenó al coronel Thomas T. Munford que cruzara el pantano y capturara algunas de las armas de la Unión abandonadas durante el bombardeo. Mientras los hombres y los caballos vadearon a través del agua que estaba muy profunda y contaminada con escombros, Jackson y el Mayor General D.H. Hill cruzaron el río para realizar un reconocimiento personal. Un proyectil de artillería de la Unión explotó a pocos metros de los generales montados a caballo, aunque ninguno de ellos resultó herido. Jackson vio que la artillería y la infantería de la Unión estaban reforzando la posición, y que los francotiradores federales harían estragos con sus ingenieros en el puente. Se dio cuenta de que este no era un lugar en el que pudiera vadear el río .
Munford informó que encontró un vado (vado de Fisher) a un cuarto de milla río abajo que sería adecuado para que la infantería lo cruzara. El general de brigada Wade Hampton encontró un punto más cercano en el que se podía construir un puente simple para la infantería. Jackson le ordenó que construyera el puente, pero no tomó ninguna acción específica para cruzar el pantano, habiendo decidido que era inviable atacar si no podía cruzar su artillería. Mientras el duelo de artillería a través del pantano aumentaba a más de 40 cañones, y mientras la batalla en Glendale se libraba a menos de 3 millas (4,8 km) de distancia, Jackson se sentó bajo un gran roble y se quedó dormido durante más de una hora.

## Repercusiones
La inacción de Jackson permitió que algunas unidades fueran separadas del cuerpo de Franklin al final de la tarde para reforzar las tropas de la Unión en Glendale. Jackson no le informó a Lee de su situación y Lee no envió a nadie a buscar a Jackson hasta que fue demasiado tarde para hacer una diferencia. Aunque el ala del ejército de Jackson y el cuerpo de Franklin estaban compuestos por decenas de miles de hombres, la acción en White Oak Swamp no incluía actividad de infantería y se limitaba principalmente a un duelo de artillería. Los confederados perdieron 3 artilleros muertos y 12 heridos, pero no hay un registro exacto del número de bajas de la Unión; el historiador Brian K. Burton calcula que hubo hasta 100 bajas de la Unión, con las mayores pérdidas en el 5° de New Hampshire, en el que murieron 5 hombres y 9 resultaron heridos.
Después de cenar con su personal esa noche, Jackson se durmió de nuevo, con una galleta apretada entre los dientes. Al despertar anunció: "Ahora, caballeros, vayamos a la cama y levantémonos al amanecer, y veamos si mañana podemos hacer algo". Dos semanas más tarde ofreció una explicación de su conducta inusualmente letárgica en la batalla: "Si el General Lee me hubiera querido, podría haberme llamado". Lee nunca criticó la actuación de Jackson en la batalla.
Edward Porter Alexander, el prominente comandante de artillería confederado e historiador de la posguerra, se lamentó por la gran oportunidad perdida en Glendale y White Oak Swamp: "Cuando uno piensa en las grandes posibilidades que tuvo el General Lee en esa tarde de verano, es suficiente para hacer llorar a uno... pensar que nuestro Stonewall Jackson las perdió".